# Richárd Bohus
 Richárd Bohus  (ur. 9 kwietnia 1993 w Békéscsabie) – węgierski pływak, specjalizujący się głównie w stylu grzbietowym.
Brązowy medalista mistrzostw Europy z Budapesztu na 50 m stylem grzbietowym, brązowy medalista mistrzostw Europy juniorów na dystansie 50 m grzbietem.
Uczestnik igrzysk olimpijskich w Londynie (2012) na 100 m grzbietem (22. miejsce).